# Hubert Lobnig
Hubert Lobnig (* 1962 in Völkermarkt) ist ein österreichischer bildender Künstler. Lobnig lebt und arbeitet in Wien und Mödring. Seine Lebenspartnerin Iris Andraschek und Tochter Rosa Andraschek sind ebenfalls künstlerisch tätig. Er ist Mitglied der Neuen Gesellschaft für bildende Kunst Berlin (NGBK) und der Wiener Secession. Er ist Professor für Künstlerische Praxis im Institut Kunst und Bildung an der Kunstuniversität Linz.

## Leben und Wirken
Nach seiner allgemeinen Schulausbildung und seinem Abschluss am Gymnasium Völkermarkt im Jahre 1981 studierte an der Hochschule für angewandte Kunst in Wien. Schwerpunkte seiner künstlerischen Arbeit sind Malerei, Zeichnung, Video, Fotografie sowie kontext- und ortsbezogene Projekte und Installationen im öffentlichen Raum, wobei er häufig mit Iris Andraschek zusammenarbeitet. 1997 beteiligte er sich an der Gründung von „Tigerpark“, einer Plattform für künstlerische und kuratorische Projekte rund um den gleichnamigen Park in der Wiener Josefstadt.
Zahlreiche Arbeiten im öffentlichen Raum hat Lobnig mit seiner künstlerischen Partnerin Iris Andraschek geschaffen. In der Gemeinde Reinsberg realisierten sie mehrmals eine Art von zeitgenössischer Form von Symposium, wo sie viele andere Künstler dazu einluden eine Installation oder Performance für den Ort zu schaffen. Im Projekt Wohin verschwinden die Grenzen? (2014) wurde eine Zaunskulptur mit selbigen Schriftzug am ehemaligen Eisernen Vorhang im Grenzort Fratres und Slavonice installiert. 2010 wurden die beiden für ihre vielfältige Arbeit im ländlichen Raum mit dem Würdigungspreis des Landes Niederösterreich ausgezeichnet. Aktuell sind mehrere Autoskulpturen entlang der Großglockner Hochalpenstraße im Rahmen der Freiluftausstellung SERPENTINE – a touch of Heaven (and Hell) zu sehen. Die Schau läuft von 2020 bis 2022 und ist während der Öffnungszeiten der Straße zu besichtigen.
Er ist nicht mit dem gleichnamigen Organisationsentwickler, Unternehmer, Autor und Privatdozent, der ebenfalls 1981 am Gymnasium Völkermarkt maturiert hatte, verwandt.

## Kunst am Bau und Projekte im öffentlichen Raum (Auswahl)
- 1999 Gemeinsame Sache, Reinsberg
- 2005 Life between Buildings Lebensraum und Kalaschnikow, Forum Campus Krems
- 2010/2011 Turnertempel – Suche nach einer reflexiven Archäologie, Wien
- 2012/2013 Die Baubesprechung, Hainburg[7]
- 2014 Wohin verschwinden die Grenzen? Kam mizí hranice? Fartres[8]
- 2015 Nachbilder, Anton Bruckner Universität Linz
- 2015 Gruft Boutique, Mariahilferstraße/Barnabitengasse, Wien[9]
- 2018 Käferfeld, Hort Keferfeld
- 2020 Einrichten, Ein Spiel, Festival Kulturregion Stuttgart
- 2020–2022 SERPENTINE – a touch of Heaven (and Hell), Großglockner Hochalpenstraße[10]

## Ausstellungen (Auswahl)
- 1997 FOTOSHOP, Galeri Voorkamer Lier, Belgien
- 2003 Cement Gardens, Kunsthalle Exnergasse, Wien
- 2010 Kulturpreisträger 2010, NÖ Dokumentationszentrum für Moderne Kunst, St. Pölten
- 2013 Die Baustelle, Dom Museum Wien
- 2015 In Relation to Places And Time, Galerie Raum mit Licht, Wien
- 2016 Schlafende Hunde, Personale, Semperdepot, Wien
- 2018–2019 Empfindliches Gleichgewicht, Personale, MMKK, Kärnten

### Ausstellungsbeteiligungen (Auswahl)
- 1992 Im Raum Schule, Offenes Kulturhaus, Linz
- 2009 Kreuzungspunkt Linz – Lentos Kunstmuseum
- 2014 Die Ästhetik des Widerstands, Galerie im Turm, Berlin
- 2017 Sites & Memories, Galerie IG Bildende Kunst, Wien
- 2018 Archipelago, Hauptbücherei Wien